# Labinska republika
Labinska republika je bila kratkotrajna samoupravna republika, ki so jo razglasili med rudarsko stavko v Labinu 7. marca 1921.
Po razpadu Avstroogrske leta 1918 je Istra po sporazumu iz Londonskega pakta prišla pod oblast Italije. Nove oblasti so kmalu pričele z nasilnim poitalijančevanjem slovanskega prebivalstva. Novoogranizirani oddelki fašistov so predhodno že napadli sindikalne voditelje v rudniku Raša, zato je v Labinu približno 2000 rudarjev ustavilo delo in protestiralo proti napadom in skoraj suženjskim odnosom uprave rudnika.
Med stavko so rudarji zasedli rudnik, organizirali so organe oblasti, postavili protifašistične straže in razglasili neodvisno republiko.
Italijanske oblasti so z vojsko upor zadušile 8. aprila 1921. 

## Prva antifašistična vstaja na svetu
Ker so fašisti v Italiji uradno prišli na oblast leta 1922, se stavka in ustanovitev labinske republike uvrščata med prve oblike upora proti fašizmu.